# Carine Roitfeld

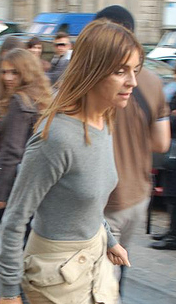
Carine Roitfeld

Carine Roitfeld (* 19. September 1954 in Paris) war von 2001 bis 2011 Chefredakteurin der französischen Zeitschrift Vogue. 2012 wurde sie Chefredakteurin der von ihr gegründeten Zeitschrift CR Fashion Books.

## Herkunft und Kindheit
Carine Roitfeld wurde am 19. September 1954 in Paris geboren. Ihr Vater, Jacques Roitfeld (1889–1999), stammte aus der Region Odessa und arbeitete zunächst in Berlin, ließ sich später jedoch in Paris nieder, wo er seine spätere Frau kennenlernte. Ihre Mutter beschreibt Carine Roitfeld als sehr klassische Pariserin und ihren Vater bezeichnet sie als Idol und beschreibt ihn als sehr chic und ausgehfreudig. Ihre Kindheit, die sie im 16. Arrondissement von Paris verbrachte, sieht sie als sehr bourgeois und angenehm.

## Beruflicher Werdegang
Im Alter von 18 Jahren begann Roitfeld zu modeln. Später wurde sie Stylistin für die Zeitschrift Elle. Aufsehen erregte sie durch ihre Kampagnen für das Modehaus Gucci. 2001 wurde sie Chefredakteurin der französischen Vogue. Für diese hat sie nach eigenen Aussagen den Stil des „Erotik Porno Schicks“ erfunden.  In ihrer aktuellen Zeitschrift, der CR Fashion Books, zielt sie auf intellektuelle und humoristische Akzente. Darüber hinaus betreut Roitfeld aktuell als Fashion Editor alle Ausgaben des Harper’s Bazaar.

## Persönliches
Carine Roitfeld hat zwei Kinder und ein Enkelkind und lebt in Paris. Sie gilt mit ihrer eigenen Kleiderwahl als Stilikone.

## Dokumentarfilm
- Mademoiselle C, 2013. Regie und Drehbuch: Fabien Constant.[4]